# 拟嗜水新园蛛
拟嗜水新园蛛（学名：Neoscona pseudonautica）为园蛛科新园蛛属的动物。在中国大陆，分布于湖南、福建、海南、浙江等地。该物种的模式产地在湖南、福建、海南、浙江。